# نورس پسیفیک (چرخ‌سمت)
نورس پسیفیک (چرخ‌سمت) (به انگلیسی: North Pacific (sidewheeler)) یک کشتی بود که طول آن ۱۶۶ فوت (۵۰٫۶۰ متر) بود. این کشتی در سال ۱۸۷۱ ساخته شد.